# Daniel den Hoed
Daniel den Hoed (Gouda, 18 oktober 1897 – Rotterdam, 10 maart 1950) was een Nederlandse arts en een belangrijke grondlegger van de radiotherapie in Nederland. Hij was directeur van het Rotterdams Radiotherapeutisch Instituut en werd na zijn overlijden bekend als naamgever van de oncologische kliniek in Rotterdam-Zuid.
Daniel den Hoed groeide op in Gouda waar hij aan de plaatselijke Rijks-HBS zijn HBS-diploma behaalde. Vervolgens studeerde hij geneeskunde aan de Universiteit Utrecht, waarna hij zijn loopbaan begon bij het Antoni van Leeuwenhoek Ziekenhuis in Amsterdam. Hier wijdde hij zich aan de bestraling van kanker ofwel radiotherapie, toentertijd een nauwelijks ontwikkeld vakgebied in de geneeskunde. In 1925 kreeg Den Hoed de leiding over de betreffende afdeling.
Den Hoed promoveerde in 1934 aan de Universiteit van Amsterdam tot doctor in de geneeskunde op het proefschrift Over de werking van harde röntgenstralen en gammastralen van radium en kan daarmee gezien worden als de eerste radiotherapeut van Nederland.
In 1940 werd Den Hoed directeur van het in 1914 opgerichte Rotterdams Radiotherapeutisch Instituut. In een oud pand aan de Bergweg werkte hij verder aan de behandeling van kwaadaardige gezwellen met behulp van röntgenstraling. Zeker in het begin was dit een kleine organisatie met zeer beperkte middelen. De kleine groep medewerkers, waaronder de echtgenote van Den Hoed die eveneens radiologe was, groeide geleidelijk uit tot een multidisciplinair team van radiologen en andere academici.
Den Hoed overleed in 1950 aan een hartinfarct. Na zijn dood werd hij benoemd tot erelid van de Noord-Amerikaanse Vereniging van Radiologen (Radiological Society of North America).
Tegenwoordig is Daniel den Hoed vooral bekend als naamgever van de voormalige Daniel den Hoedkliniek aan de Groene Hilledijk in Rotterdam Vreewijk. Deze in 1960 opgerichte kliniek, gelegen naast het toenmalige Zuiderziekenhuis, groeide uit tot een internationaal gerenommeerd multidisciplinair kankerinstituut. De kliniek was sinds 1995 onderdeel van het Erasmus MC. In 2018 werd de Kliniek definitief gesloten. 
In Rotterdam is tevens het Familiehuis Daniel den Hoed, een verblijf voor kankerpatiënten en hun naasten dat in 2021 werd geopend.
Eind 1999 riepen de lezers van het Rotterdams Dagblad Den Hoed uit tot Rotterdammer van de eeuw.